# Уайлдър
Уайлдър (на английски: Wilder) е град в окръг Кениън, щата Айдахо, САЩ. Уайлдър е с население от 1462 жители (2000) и обща площ от 1 km². Намира се на 740 m надморска височина. ЗИП кодът му е 83676, а телефонният му код е 208.